# Ácido nervónico

El ácido nervónico (24: 1, n-9) es un ácido graso omega 9 . Es un análogo monoinsaturado del ácido lignocérico (24:0). También se conoce como ácido ‘’cis’’-15-tetracosenoico.
Existe en la naturaleza como un producto de alargamiento del ácido oleico (18: 1 Δ9), su precursor inmediato es el ácido erúcico. El ácido nervónico es particularmente abundante en la materia blanca de los cerebros de los animales y en el tejido nervioso periférico donde los esfingolípidos nervonílicos están enriquecidos en la vaina de mielina de las fibras nerviosas.
De la misma manera, estudios recientes han concluido que el ácido nervónico está implicado como un intermediario en la biosíntesis de la mielina de las células nerviosas.
Este ácido es un miembro importante del grupo de los cerebrósidos, que son ácidos grasos del grupo de los glicoesfingolípidos, componentes importantes de los músculos y del sistema nervioso central y periférico. De hecho, es uno de los principales ácidos grasos en los esfingolípidos del cerebro, que normalmente representa aproximadamente el 40% del total de ácidos grasos en los esfingolípidos.